# Flauta transversal
A flauta transversal, por vezes chamada de flauta transversa ou simplesmente de flauta, é um aerofone da família das madeiras. 
Apesar de atualmente ser fabricada em metal, em sua origem, esta era de madeira. Por esta razão, até hoje, a flauta transversal é classificada nas orquestras como um instrumento pertencente ao grupo das madeiras.
A extensão normal (registo) da flauta tranversal soprano (que é a mais comum dos tipos de flauta transversal) é de três oitavas completas  (C4, C5, C6) podendo chegar até o sol sustenido 7. Algumas flautas modernas com o pé em si permitem também tocar o Si3.
Há também outros tipos de flauta transversal, como o piccolo, cujo registo começa uma oitava acima da flauta transversal comum, a flauta baixo, cujo registo começa duas oitavas abaixo da flauta transversal soprano, e a flauta alto, que começa em Sol3. Existem também as flautas de bambu e madeira, conhecidas como pífaro, bansurí, quena, entre outros, mudando de acordo com o país e às vezes mudando o esquema de notas e a embocadura, muito usado na música tradicional de diversos países, cujo registo pode variar muito conforme a tradição cultural considerada. Às vezes a flauta de bambu e madeira é usada como aprendizado para transversal, porém a sua sonoridade é diferente da transversal e com menos notas.

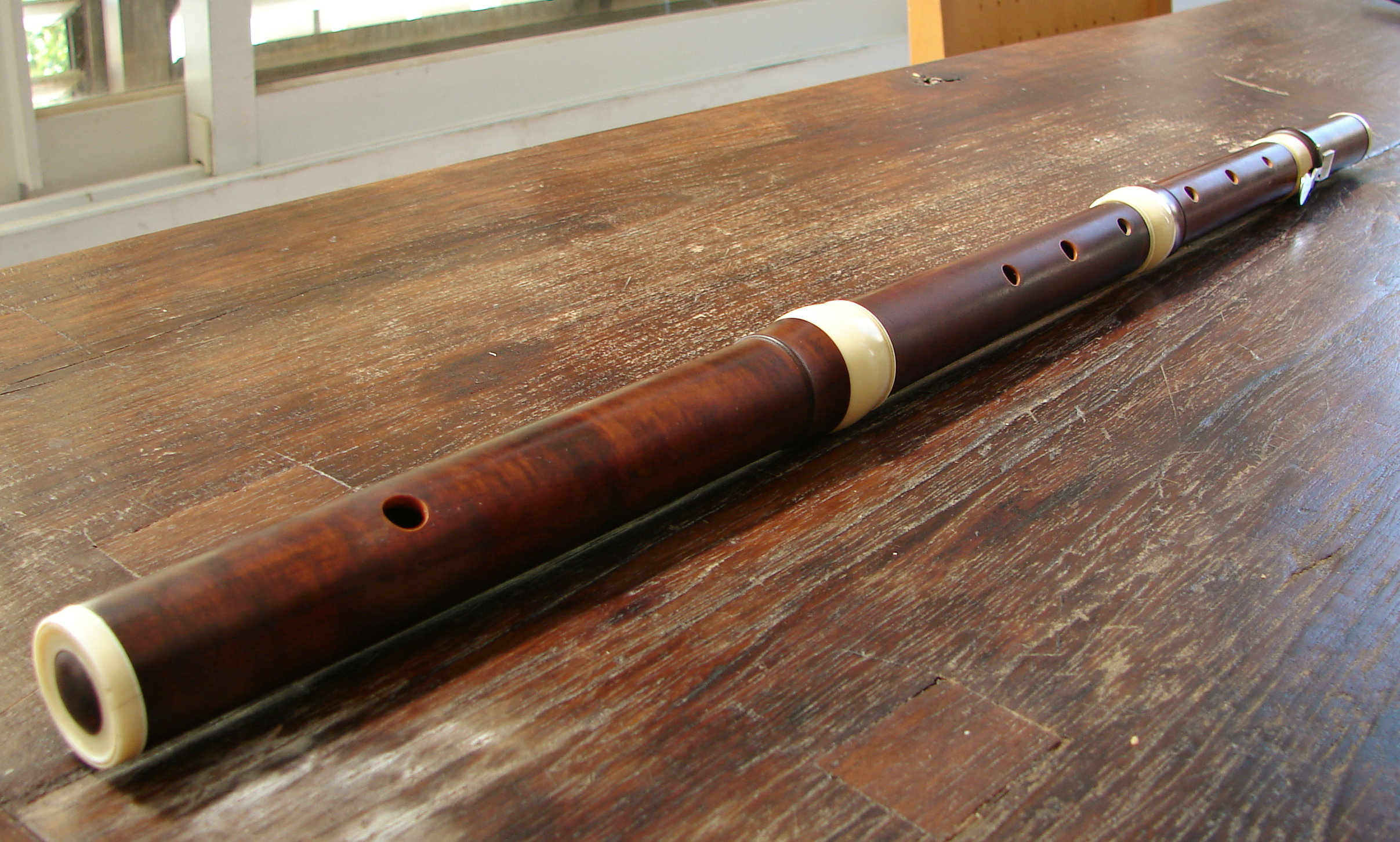
Traverso (flauta barroca) por Boaz Berney, baseado em um original de Thomas Lot, Paris, por volta de 1740.

O termo "Traverso" é frequentemente utilizado para designar uma flauta transversal de madeira ou marfim, equipada com uma chave, caracterizada por um corpo tubular com furação interna cônica, dividido em três ou quatro partes. Este instrumento foi desenvolvido na Europa no final do século XVII e ao longo do século XVIII, com o propósito de distingui-lo da "flauta moderna" (sistema Boehm) e de outros membros da extensa família de instrumentos de sopro conhecidos como Flautas. A denominação "Traverso" é uma abreviação da expressão italiana Flauto Traverso, que simplesmente significa flauta transversal. Alternativamente, este instrumento também é conhecido como flûte d’Allemagne ou flûte allemande, referindo-se à flauta de uma chave (em oposição à flauta de metal ou madeira com sistemas complexos de chaves) ou flauta transversal barroca. No decorrer do século XIX, o Traverso evoluiu para a flauta moderna de concerto, amplamente utilizada nas orquestras contemporâneas. Esta transição foi liderada pelo construtor, flautista e compositor Theobald Böhm, responsável pela invenção da flauta fabricada em metal, incorporando um elaborado sistema de chaves e seus mecanismos associados, apesar de suas primeiras flautas com esse sistema terem sido inicialmente produzidas em madeira.
A flauta de uma chave foi desenvolvida a partir da flauta renascentista sem chaves, de furo cilíndrico, possivelmente por volta de 1660. Suas origens são pouco claras. Historiadores tradicionalmente atribuíram à família Hotteterre e Philidor, na corte francesa de Luís XIV, a modificação da flauta. Novas evidências têm questionado essa posição, mas, até o momento, não temos nada para substituí-la. Independentemente disso, as flautas de uma chave dos primórdios consistiam em três partes: um tubo de cabeça mais ou menos cilíndrico, um tubo intermediário cônico com seis furos de tom e um tubo inferior com um furo de tom coberto por uma chave. Mais tarde, provavelmente por volta de 1720, os fabricantes dividiram a partes intermediária em duas.
A flauta de uma chave, com algumas modificações, foi utilizada por mais de cem anos. Muitos flautistas profissionais a escolhiam como instrumento preferencial até o final do século XVIII. Alguns amadores continuaram a utilizar a flauta de uma chave por ainda mais tempo. Em 1908, nos Estados Unidos, era possível adquirir uma flauta de madeira de uma chave no catálogo da Sears, Roebuck por $1.55.
A flauta de uma chave possui diversas denominações. Nos manuais do século XVIII, é chamada de flauta de uma chave, flauta transversa (la flute traversiere, die Querflöte, ou flauto traverse) e flauta alemã (flute d'Allemagne). No início do século XVIII, o termo simples "flauta" [flauto] geralmente se referia à flauta doce. Atualmente, o instrumento é chamado de forma variada, incluindo "flauta de uma chave", "flauta barroca" (certamente apropriado para o instrumento do início do século XVIII) ou "traverso", uma versão abreviada de seu nome italiano. Eu o referirei como a flauta de uma chave.

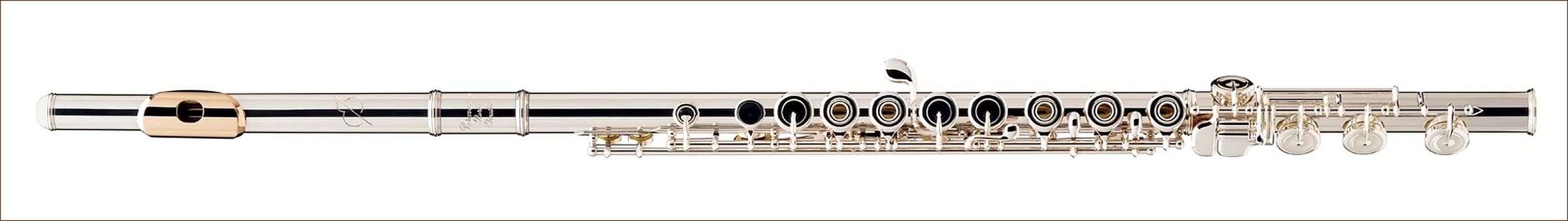
Flauta transversal

No piano, por exemplo, a emissão do som é relativamente fácil, levando ao virtuosismo quase espontâneo no que diz respeito à velocidade. Não é tão fácil obter um som vibrante sem ser vulgar no forte ou inconsistente na flauta. As dificuldades de execução apresentam-se também pela natureza heterogénea dos registos, tanto em timbre, quanto em volume de som. O agudo é potente e brilhante, e o grave, aveludado e de difícil emissão. O controle da embocadura, por se tratar de um instrumento de embocadura livre, deve ser minucioso, já que pequenas alterações no ângulo do sopro interferem bastante no equilíbrio da afinação.

### Recursos comuns na flauta transversal
A flauta transversal sempre foi um instrumento muito privilegiado no que diz respeito a recursos e ornamentos. Grande parte dos recursos musicalmente conhecidos são executáveis na Flauta, salvo as particularidades e dificuldades inerentes ao próprio instrumento.
- Vibrato - introduzido pela escola francesa, é feito a partir do diafragma, semelhante ao vibrato vocal. Existe também a possibilidade de realizar o vibrato utilizando-se das chaves em forma de anel presentes em algumas flautas. O abuso do vibrato por parte de flautistas leva a interpretações erradas, tocando em vibrato passagens que deveriam soar limpas e serenas.

- Glissando - consiste em "deslizar" entre as notas, seja por meio das chaves ou por alterações na embocadura.

- Harmônicos - feito ao mudar a embocadura e a direção da coluna de ar, obtendo uma nota diferente da que seria a da digitação fundamental. O timbre é mais doce e etéreo do que o da nota "real".

- Beatboxing - Consiste em tocar uma melodia realizando o beatboxing ao mesmo tempo.

- Multifonia - consiste em solfejar e tocar ao mesmo tempo, o resultado é um som cortante e agressivo. (técnica moderna)

- Frullato - pronuncia-se a letra "R" (sem voz) enquanto toca, dando à nota uma intermitência. (técnica também conhecida por Fluterzung e sempre foi característica própria deste instrumento, mas seu uso se tornou mais evidente em recentemente)

- Polifonia ou Nota dupla - através de pesquisa foram descobertos alguns intervalos de notas possíveis de se emitir na flauta usando digitação especial e de um sopro mais "difuso", de forma a permanecer entre dois sons harmónicos. (técnica moderna)

- Trinados, trêmolos, mordentes, staccatos, legatos e outros compõem uma lista vasta de ornamentos e expressões muito comuns na execução da Flauta.

O instrumento era feito originalmente de madeira, passando-se posteriormente a fabricá-lo em prata ou outro metal, que confere uma maior intensidade do som, melhor afinação, mais facilidade de uso das chaves. Ainda há orquestras na Alemanha que utilizam flautas de madeira, justificando-se pela beleza timbrística inigualável.
A classificação nos diz que a flauta pertence às Madeiras embora a sua construção seja geralmente feita de metal. A classificação no entanto não se embasa na construção, mas na natureza dos timbres. As madeiras caracterizam pela diversidade de timbres e pela delicadeza destes.
Na fabricação da flauta, atualmente existem flautas feitas em Níquel e banhadas em prata, enquanto outras são feitas em prata e algumas são feitas de ouro. Existem algumas marcas como a Muramatsu, Miyazawa, Yamaha, Artley, Haynes, Sankyo que constroem flautas de platina. Muito se discute a questão do tipo de metal e as consequências que ele acarreta no som. Sabe-se que as flautas de ouro possuem um timbre "mais definido" enquanto as de Prata o possuem "mais fluido e aberto"[carece de fontes?].
Uma flauta é um tubo cilíndrico dividido em três partes principais: Bocal ou Cabeça, Corpo e Pé.
- O bocal possui um orifício com as bordas em formato adequado para que o instrumentista apoie comodamente o lábio inferior (porta-lábio). Numa extremidade, há uma peça móvel formada de cortiça com um ressonador de metal, movendo-a, ajusta-se a afinação da flauta (geralmente as flautas vêm com um bastão indicando a distância correta do ressonador ao centro do orifício. Na outra extremidade, encaixa-se o corpo. O tamanho e forma do orifício pode alterar radicalmente todo o funcionamento e execução.

- O corpo possui diversas perfurações e um sistema complexo de chaves. Cada chave é relacionada com no mínimo um orifício e seu acionamento as classificam em dois grupos: as chaves que fecham os orifícios e as chaves que abrem. Em ambos os casos a chave possuirá na face inferior uma sapatilha, que entra em contato com o orifício, vedando-o dessa forma. As sapatilhas de flauta transversal são atualmente feitas em feltro trançado revestido em Baudruche (pele natural derivada das vísceras do peixe, principalmente da bexiga e intestino). Atualmente usa-se o sistema de Boehm, e outros mecanismos adicionais como rolamentos para o dedo mínimo na chave fundamental de Dó e o Mi Mecânico que auxilia a emissão desta nota em oitavas agudas, além de outros.

- O pé é uma extensão do corpo, possuindo três ou quatro chaves. Termina geralmente na chave de Dó, mas há flautas que se estendem até o Si3.

Animação explicando a rua de vórtice de von Karman

Quando um jacto de ar é soprado transversalmente sobre o orifício da embocadura da flauta, ele bate na sua borda mais externa, provocando um efeito Bernoulli que leva a uma esteira de von Karman.

Animação explicando como a flauta se assemelha a um ressonador de Helmholtz

Em termos mais simples, o ar flui ora para dentro e ora fora do orifício da embocadura de maneira periódica, numa certa frequência, porque o ar que ocupa o interior do tubo da flauta se comporta como um corpo elástico; inicialmente, a energia do sopro comprime esse ar e, em seguida, a energia acumulada nessa compressão é liberada, expandindo-o e desviando o sopro para fora, e essa compressão e expansão do ar se repete centenas vezes por segundo. A periodicidade (isto é, a frequência - e portanto qual nota musical soará) em que isso ocorre é determinada pelo formato e tamanho do tubo no qual o ar está sendo comprimido e expandido, o que faz com que o ar contido no tubo tenha uma frequência de ressonância e se comporte de modo semelhante a um Ressonador de Helmholtz.

Animação explicando o deslocamento da frente de onda de pressão, sua reflexão e sua emissão, em um cilindro aberto

Animação representando a onda estacionária de pressão (primeira ressonância) que se forma num tubo aberto. A direita, o deslocamento da onda ao longo do tubo, como variação de pressão (direita, acima) e como variação do deslocamento das partículas de ar (direita, abaixo).

O formato da flauta equivale a um cilindro aberto em ambas as extremidades (o orifício da embocadura e a abertura ao ar ambiente que depende de quais chaves estão abertas) e este modelo nos ajudará a explicar a maneira como o tubo tem uma frequência de ressonância. A velocidade de propagação do som no ar é de cerca de 346 metros por segundo, assim, ao iniciar o sopro na embocadura, uma frente de onda de pressão demora um determinado tempo até chegar na outra extremidade do tubo que é aberta ao exterior, mas, quando chega ali, só uma parte da energia da frente de onda sai da flauta, a outra é refletida novamente para o interior da flauta, porque não há casamento das impedâncias do ar dentro da flauta e do ar fora dela (devido à abrupta passagem da onda de um meio limitado pelo formato cilíndrico para um meio de espaço aberto). Essa frente de onda refletida desloca-se pelo interior da flauta agora em sentido contrário até chegar à abertura no outro extremo (o buraco da embocadura), onde uma parte da energia dela será irradiada para o exterior (fazendo o sopro do músico na embocadura se desviar momentaneamente para fora do buraco), enquanto a outra parte da energia será novamente refletida mas agora como uma frente de onda reintensificada pela energia fornecida pelo sopro do músico (dado que no momento da reflexão da frente de onda, o sopro do músico é dirigido momentaneamente para dentro). E esse vai-e-vem inicial da frente de onda origina uma onda estacionária que continua se repetindo enquanto o músico mantém o sopro.
Se soubermos qual o tamanho do tubo, poderemos saber quanto tempo essa ida-e-vinda da frente de onda ao longo do tubo demora porque sabemos qual é a velocidade de propagação do som (346 m/s). Assim, num tubo de 1 metro, para a frente de onda percorrer os 2 metros de ida e volta, ela demorará 0,00578 segundos (t = d/v), que é o período da onda sonora. Como a frequência de uma onda é o inverso do período (f = 1/t), temos que a frequência de ressonância de um cilindro de 1 metro aberto nas extremidades é de 173 ciclos por segundo ou 173 hertz (o que equivale à nota fá3). (Porém, neste nosso tubo teórico estamos supondo que a frente de onda se reflete exatamente onde o tubo é aberto para o exterior, mas na realidade, a reflexão ocorre um pouco além do tubo, a uma distância 0,6 vezes o raio da abertura do cilindro; essa distância é chamada de correção de terminação e deve ser levada em conta na construção de instrumentos).

Três primeiras ressonâncias de um cilindro aberto

A figura acima representa as primeiras três ressonâncias em um cilindro aberto. Essa imagem torna mais claro como a onda é refletida nas extremidades abertas da flauta e desse modo forma ondas estacionárias

Como as duas aberturas do tubo são os dois pontos da flauta onde o ar possui menor diferença de pressão em relação à pressão ambiente e também o máximo deslocamento das partículas de ar - enquanto o centro do tubo é onde o ar tem menor deslocamento e máxima diferença de pressão -, as únicas ondas estacionárias que podem se formar são aquelas cujo comprimento de onda tem pelo menos dois de seus nodos de pressão (pontos com mínima diferença de pressão com relação ao ar ambiente)  nestes dois pontos da flauta, o que produz os sobretons harmónicos. Por esta razão, quando se sopra o ar com uma velocidade relativamente baixa, produz-se uma meia-onda estacionária que ocupa todo o comprimento do tubo (com dois nós de pressão nas extremidades do tubo), mas se formos aumentando a velocidade do sopro, ao invés da frequência ir aumentando proporcionalmente, a mesma frequência fundamental permanecerá até que a partir de um momento produzir-se-á repentinamente uma onda estacionária com o dobro da frequência (isto é, uma oitava acima), já que esta também terá nodos coincidindo com as extremidades abertas do tubo, se continuarmos aumentando a velocidade do ar soprado, produziremos os demais sobretons um a um.
Se tivermos um cilindro aberto nas extremidades cujo comprimento pode ser aumentado ou diminuído conforme as frequências de ressonância equivalentes às notas musicais, usando chaves que abrem ou fecham buracos, teremos uma flauta. É importante ter em mente, porém, que a explicação apresentada aqui é apenas uma aproximação esquemática. A física da flauta é muito mais complexa do que o modelo apresentado aqui e ainda é alvo de muitos debates na comunidade científica.